# オマハ・ビーチ

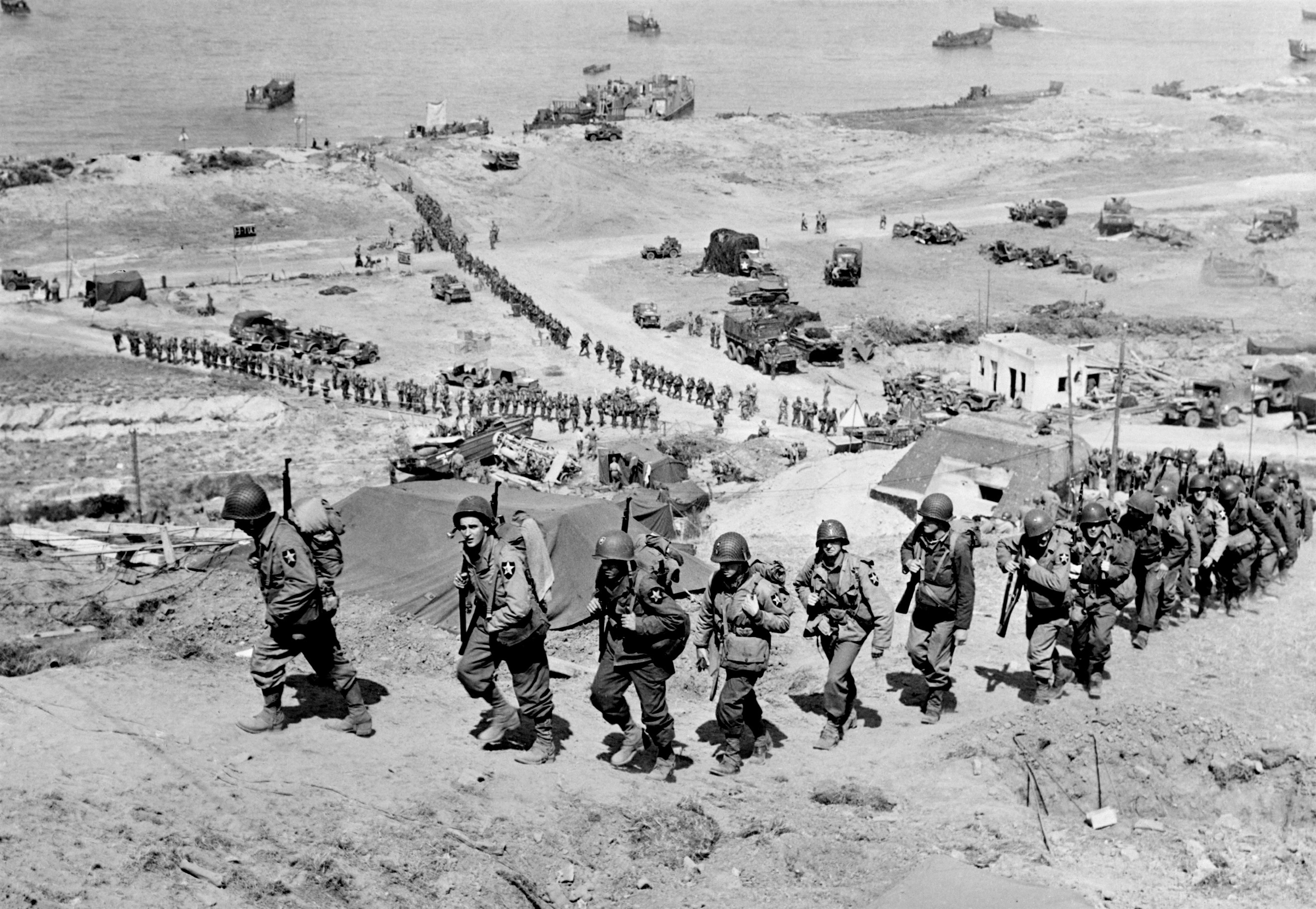
オマハビーチへの補充、内陸へ移動させる人員と装備の補充。アメリカ第2歩兵師団、1944年6月7日

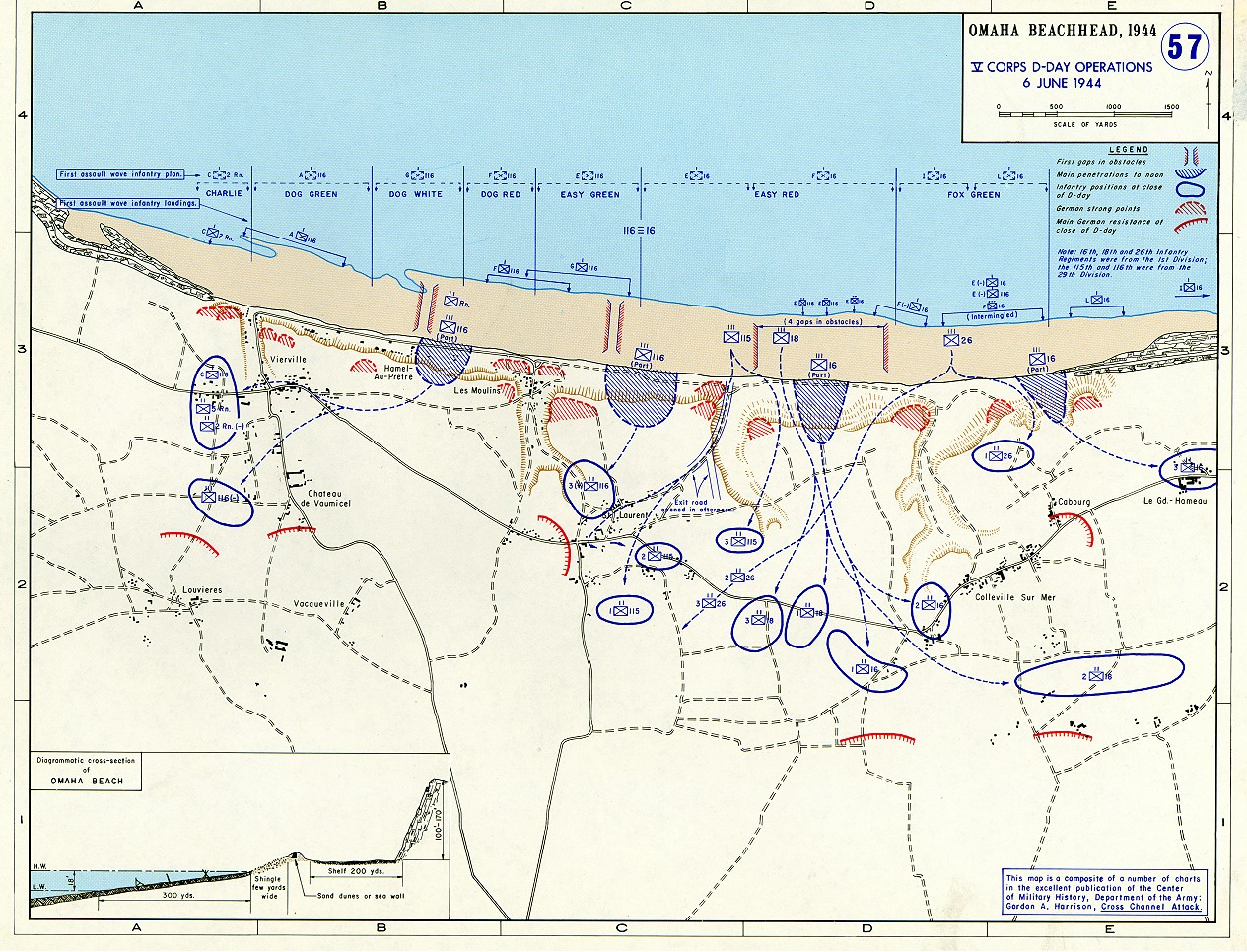
1944年6月6日のオマハビーチの地図

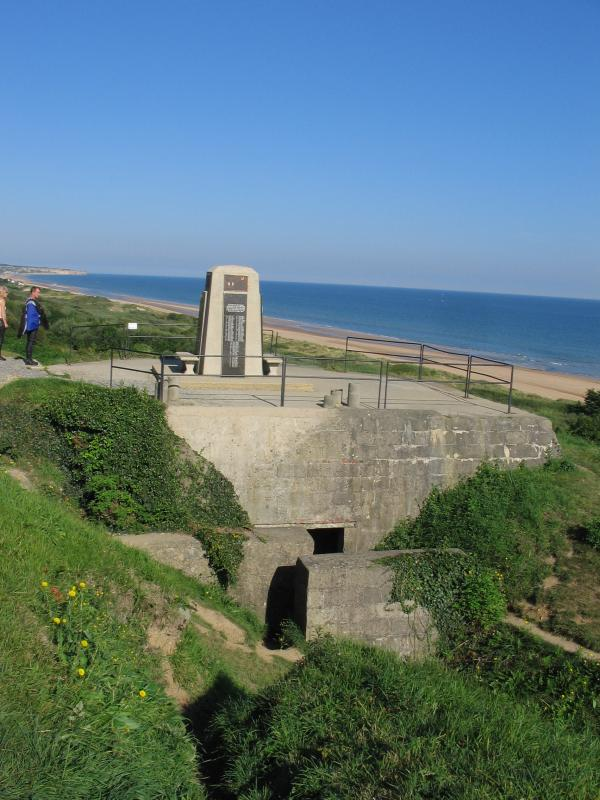
オマハビーチのドイツ軍の壕の跡

オマハビーチ（Omaha Beach）は、1944年6月6日、連合国のノルマンディ侵攻作戦、オーバーロード作戦における最初の攻撃であるネプチューン作戦における5つの上陸地点の1つの連合国側のコードネーム。海岸はサントノリーヌ＝デ＝ペルテ（Sainte-Honorine-des-Pertes）とヴィエルヴィル＝シュル＝メール（Vierville-sur-Mer）間の3.5マイル（5.6km）の距離である。
ポワント・デュ・オック（Pointe du Hoc）から向かったアメリカ軍のレンジャー部隊の8個中隊と共に、アメリカ第29歩兵師団は海岸の西側の側面を攻撃した。アメリカ第1歩兵師団は東側からのアプローチを行った。これは、この戦争において、北アフリカ、シチリア島に続く3回目の強襲上陸であった。オマハビーチの上陸部隊の主目標は、サン＝ロー（Saint-Lô）の南に進出する前にポール＝アン＝ベッサン（Port-en-Bessin）とヴィル川（Vire River）間の橋頭堡を守ることであった。

## 「血まみれオマハ」
ドイツ軍は、重火器による攻撃が可能なように海岸に緩やかな下り坂と、様々な施設を構築、大西洋防壁の準備を行っていた。オマハビーチを防衛していた第352師団は、そのエリアでは十分な訓練が行われていた部隊であった。
連合国の上陸に先立つ海岸防御陣地への爆撃は大規模に行われたが効果が薄く、ほとんどの爆撃はより内陸側に行われていた。海軍の艦船による艦砲射撃は40分の短時間であったため、同様に効果が薄かった。その結果、最初の攻撃部隊が海岸に上陸した際には、ドイツ軍の防御陣地は大規模に残存していた。即死しなかった兵士たちは182メートルも離れた沖合いに遮蔽物の無い状態で放りだされた。海岸で僅かに防備に利用可能な構造物は、事前にドイツ軍により照準をつけられた重火器により無効にされた。しかし濃霧と砲兵からの煙幕弾は海岸における視認性を悪化させ、一部の兵が正面の崖に到着することを可能にした。
十分に計画されていた攻撃は、風と波と上陸舟艇が目標地点から遠い地点で散逸したことで混乱状態となった。一部の映画で示される様に、連合軍兵士は、疲労と船酔い、濡れて砂が付着した戦闘服により、砂浜を走ることができなかった。障害物がない状態でもほとんどが、海岸の岸壁に達するまで、歩くか、小走りで移動した。
装甲火力支援に投入された第741戦車大隊の水陸両用戦車（DD戦車）は、海岸から5kmも手前から進軍を開始し、海岸到着前に2メートルもの大波にさらされた。海岸の階段状の障害物に対して正面から進み、脆弱な底面をさらすことで29輌のうち27輌が水没した。

## 上陸部隊による突破
沖合いにいた連合軍指揮官は攻撃を放棄して、オマハの兵力をユタ・ビーチへ移動させることを検討した。しかし、沿岸防御拠点に到達した指揮官不在の生き残った歩兵部隊とレンジャー部隊は、バンガロール爆薬筒の使用や直接崖を上ることにより、鉄条網や地雷原の防御を破ってドイツ軍防衛線を突破した。海岸に押し寄せる大量の連合軍兵士に絶え間ない射撃を続けるドイツ軍トーチカは、防衛線を突破した連合軍兵士により後方から攻略されていった。複雑な塹壕の防御ネットワークはいくつかの抵抗拠点を残したが、連合国軍の圧倒的な物量により個々に撃破された。何隻かの連合国の駆逐艦は、ドイツ軍防衛部隊の激しい射撃に対し煙幕を展開、撤退・増援の妨害の為に船を座礁させ、攻撃拠点を作った。

## 連合軍の損害
オマハビーチ上陸はアメリカ軍に大損害を与えた。犠牲者は広く分布し、最初の攻撃部隊は酷く損害を受けた。攻撃が干潮時に行われたので、ドイツ軍により配置された海底障害物は水面上に現れており上陸用舟艇はそれを回避可能で、その為攻撃部隊の殆どは海岸に到着できた。またドイツ軍の要塞拠点の正面に配置された地雷の付いた杭 (minedsticks) は完全除去された。が、上陸用舟艇のタラップが降りた瞬間、その狭い開口部は搭乗員を敵のMG42の集中砲火に晒した。ドイツ軍の射線に上陸しようとした部隊は惨憺たる被害を被ったが、逆に銃砲陣地の狭間や、煙幕が展開されたポイントに上陸した部隊は幸運にも殆ど損害無く海岸に拠点を確立できた。また上陸用舟艇の操舵手の技量と勇気にも生死が左右された。一部の上陸用舟艇は、海岸から数十ヤードも手前で砂州に当り、兵士は武器と共にそこで下船せざるを得ず、波で溺れたり、深い礁をゆっくりと上陸する間に敵の火器に晒された。
アメリカ第1歩兵師団の公式記録では、その時の状況を「上陸用舟艇のタラップがおりた瞬間、先導の中隊は活動不能、指揮官不在、任務遂行不能となった。指揮をとる全ての士官と下士官はほぼ死亡もしくは負傷した。部隊は、生存と救出のためもがいていた。」と記述している。公式記録の通り、上陸した第1波の兵士たちは、生き残っている自分たち以外は、殆どが戦死するか捕虜になってしまったと考えた。
しかし、これらは過大な損害報告であった。戦闘後に明らかになった損害は、上陸した第5軍団の4万人の兵士うち、2,000人が死傷したのみで死傷率は5％となり、同時期に実施された太平洋戦線のサイパンの戦いにおける上陸時の損害の半分で、最高司令部が想定していた犠牲者を遥かに下回っていた。なぜこのような誤認が起こったのか、アメリカ陸軍の公式戦記筆者フォレスト・C・ボーグ博士が兵士らに聞き取りを行ったところ、兵士らは一様に「自分以外のものはみんな殺されるか、捕虜になった」と思い込んでいたとのことで、ボーグはこの兵士らからの聞き取りによって「戦争につきものの“フォグ・オブ・ウォー（不確実性）”が犠牲者の推計値をこうも大仰なものにした要因となった」と結論づけた。そして犠牲者数で唯一確実なのは、上陸前の24時間で死んだフランス民間人の死者がアメリカ軍の死者の2倍以上となる3,000人に達したことであるとも述べた。

## 戦闘序列
- アメリカ軍
  - 第5軍団
    - 第1歩兵師団
    - 第29歩兵師団（英語版）
    - 第2レンジャー大隊
    - 第5レンジャー大隊
- ドイツ軍
  - 第352歩兵師団
  - 第916擲弾兵連隊（英語版）

## ドイツ軍の海岸防御
以下の防御障害が設置された。
- チェコの針鼠 - 三つの足がある対戦車障害物
- コインテット要素 (Cointet-element) /ベルギーのゲート (Belgian Gate) - 2メートルの高さの鉄のゲート、最初はベルギーで使用された。
- 木の杭 - 先に地雷がついた大きな杭。上陸用舟艇の接近を止めるために海側に向いて配置されていた。
- 木の斜面 - 絶壁に向かって角度を持った斜面でその上と側面に地雷がある。角度を持たせている理由は、接近する上陸用舟艇がぶつかり地雷が起爆するようにするためである。
- 地雷原
- 抵抗拠点 (Widerstandsnester) – コンクリート製トーチカで、機関銃で武装

実は、ノルマンディー上陸作戦時、連合軍を苦しめたドイツ軍による大西洋の海岸防御は、大戦初期から着々と続けられたものではない。
1940年当時、欧州を支配下に収めたナチス・ドイツには、「アシカ作戦」でイギリスを制圧する計画があったが、ヒトラーは、それ以前にイギリスはドイツに対し講和を求めてくると考えており、大西洋岸を守る必要を全く感じていなかった。
だがイギリスはアメリカの援助のもと「バトル・オブ・ブリテン」を耐え、ナチスと徹底的に戦い抜く姿勢を見せる。
そして41年6月、突発的に対ソ開戦に踏み切り、東部戦線を展開したヒトラーには、長大な大西洋岸が、いつイギリス軍が上陸してくるかもしれない無防備な浜辺に思えてきたのである。こうしてヒトラーは41年秋、大西洋岸の要塞化計画を初めて提案した。
41年12月、アメリカへの宣戦布告に踏み切ったヒトラーは「大西洋の壁」建設を急激に進行させ、43年末には主要な港湾都市、ドーバー海峡との最も狭い箇所などは要塞化させていったが、ノルマンディーのこの地域にはまだ手が届かず、不完全な状態だった。
この状態を劇的に改善したのは、エルヴィン・ロンメルである。43年11月「大西洋の壁」建設の進捗を視察し直接報告せよと、ヒトラーの命令を受けて着任したロンメルは、フランスを離れている間にゲッベルスによる宣伝で聞いた「完成目前の強力な要塞」が、まったく未完成と知って驚き、海岸防衛のさらなる強化をヒトラーに進言、彼はこれを全面的に承諾した。
ロンメルは防御兵器としての地雷にとり憑かれていた。ある視察旅行のとき、アルフレート・ガウゼ少将が野生の草花の咲き乱れる数エーカーの野原を指さして叫んだ。「すばらしい眺めではありませんか」すると、ロンメルはうなずきながら、「ノートを取りたまえ、ガウゼ」といった。「この場所には、1000個ほどの地雷が必要だ」 。